# Fiume Veneto
Fiume Veneto (friuli nyelven Vile di Flum) település Olaszországban, Friuli-Venezia Giulia régióban, Pordenone megyében. Lakosainak száma 11 779 fő (2023. január 1.). Fiume Veneto Casarsa della Delizia, Pordenone, Zoppola, Azzano Decimo, Chions és San Vito al Tagliamento községekkel határos.

## Népesség
A település lakossága az elmúlt években az alábbi módon változott:
| Lakosok száma | 11 701 | 11 729 | 11 779 |
|               | 2017   | 2018   | 2023   |